# Pierre-Yves Soucy
Pierre-Yves Soucy,  poète et essayiste mais également éditeur, traducteur et directeur de revue. Né le 24 mai 1948 à Mont-Laurier (Québec, Canada), il possède la double nationalité canadienne et belge.

## Biographie
Il passe son enfance et son adolescence dans la région québécoise des Hautes-Laurentides, ses parents y sont agriculteurs. Les paysages isolés et démesurés des Pays d’en-haut influenceront son écriture poétique.
Docteur en sociologie politique (PhD), il enseigne durant une dizaine d'années la théorie et la philosophie politique et les relations internationales à l'Université du Québec à Montréal avant de s'installer à Bruxelles en 1987. Il concentre alors davantage ses activités sur la poésie et travaille d'abord comme conseiller au Botanique et au Palais des beaux-arts. 
Responsable-chercheur de la Section poésie et littérature étrangère à la Bibliothèque royale de Belgique (a.m.l.) auprès du poète et critique belge Fernand Verhesen, fondateur du Centre International d'Études Poétiques (CIEP), il devient rédacteur en chef de la revue Le Courrier du CIEP. Il publie durant cette période ses premiers recueils de poésies.
En 1989, Il co-fonde la maison d'édition La Lettre volée au sein de laquelle il crée à partir de 2002 la revue de création et d’essai L’étrangère. À travers son travail d'éditeur, il a notamment mis en avant le peintre et poète Hamid Tibouchi, les poésies de Paul Auster ainsi qu'André du Bouchet.
De 1998 à 2001, il occupe la Chaire Roland-Barthes d'études francophones de l'Université nationale autonome du Mexique (UNAM), section philosophie et lettres.
À la mort de Fernand Verhesen, en 2009, il reprend la direction des éditions Le Cormier, maison d’édition de poésies fondée en 1949 par celui-ci.
Régulièrement invité au Marché de la poésie de Paris,  il a représenté à six reprises, entre 2001 et 2015, la Belgique et le Québec au Festival de la poésie de Montréal.

## L’œuvre poétique
L'œuvre poétique de Pierre-Yves Souciy est liée aux paysages de son enfance : la nature y est cruciale. Le cahier N°23 que lui a consacré la revue Il particolare, année 2010-2011 développe le lien étroit qu'il entretient entre l'enfance, le langage et le lieu. Le colloque universitaire Paysages et poésie francophone en 2005 interroge son rapport à ces notions. Michel Collot, critique littéraire, définit sa poésie comme du « paysagisme abstrait » car elle « surgit des sensations et des émotions éprouvées à contact du monde physique ».
Voyageur, les influences sur son écriture demeurent multiples et cosmopolites, il revendique une langue-monde inspirée également de la poésie de l'Orient, du Moyen-Orient et de l'Afrique. Dans le cadre du festival Étonnants voyageurs, il a participé au livre-disque Les bruits du monde, mémoire d'encrier qui célèbre la rencontre en dehors des identités et des cloisonnements.

## Les dessins-empreintes
Il pratique également un travail de dessins abstraits, ils ont accompagné des livres de poètes dans différentes éditions.  

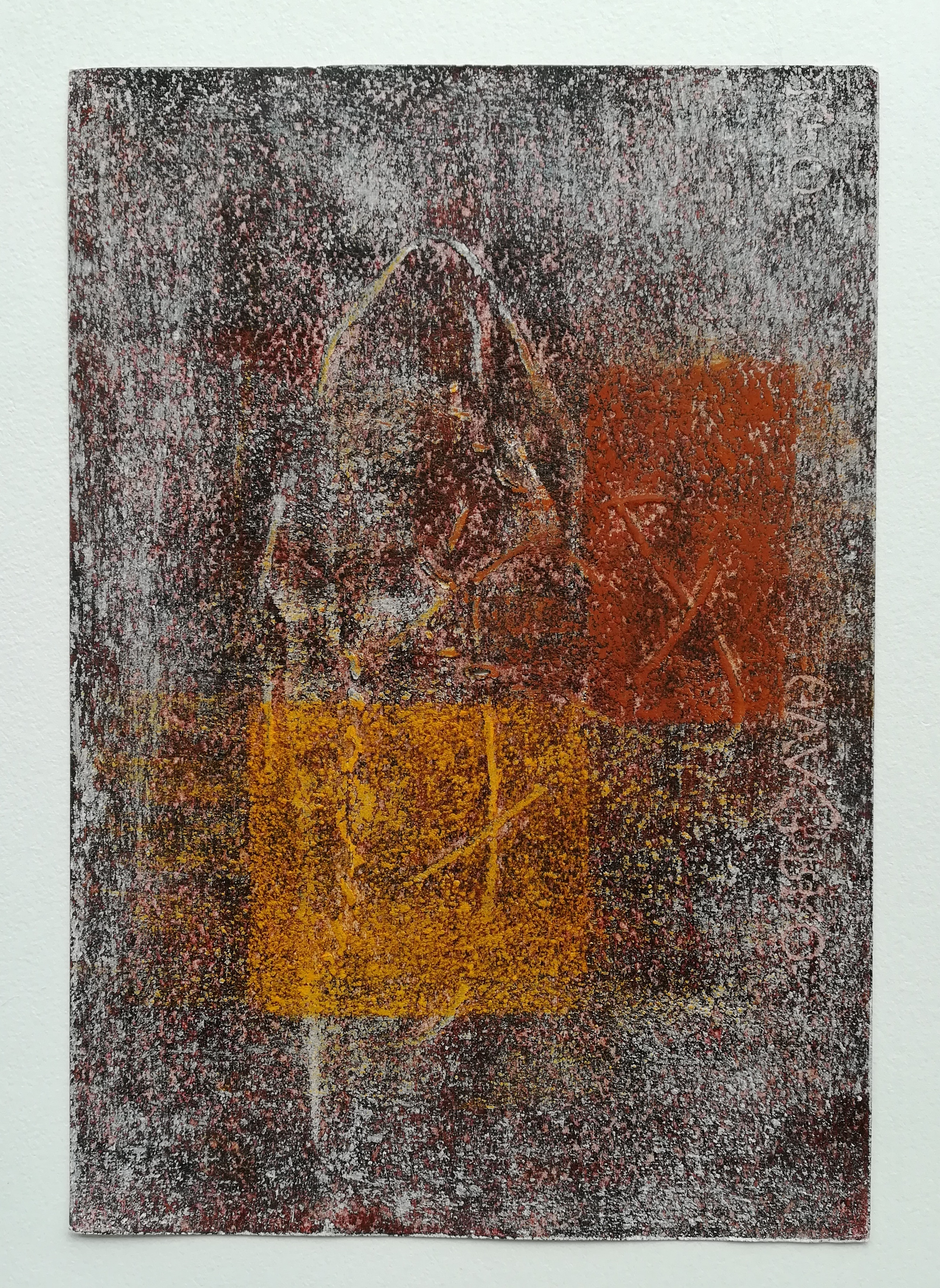
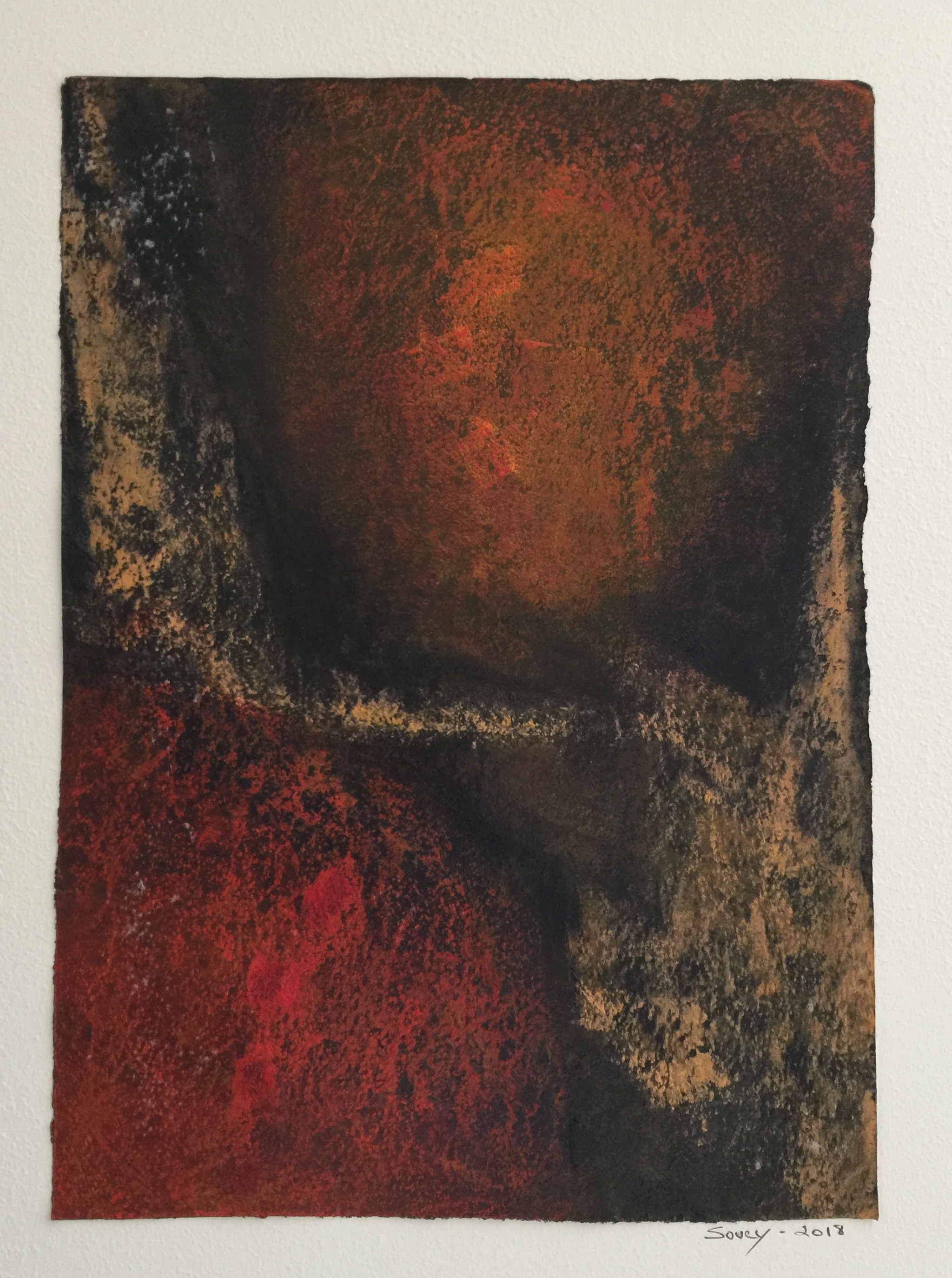
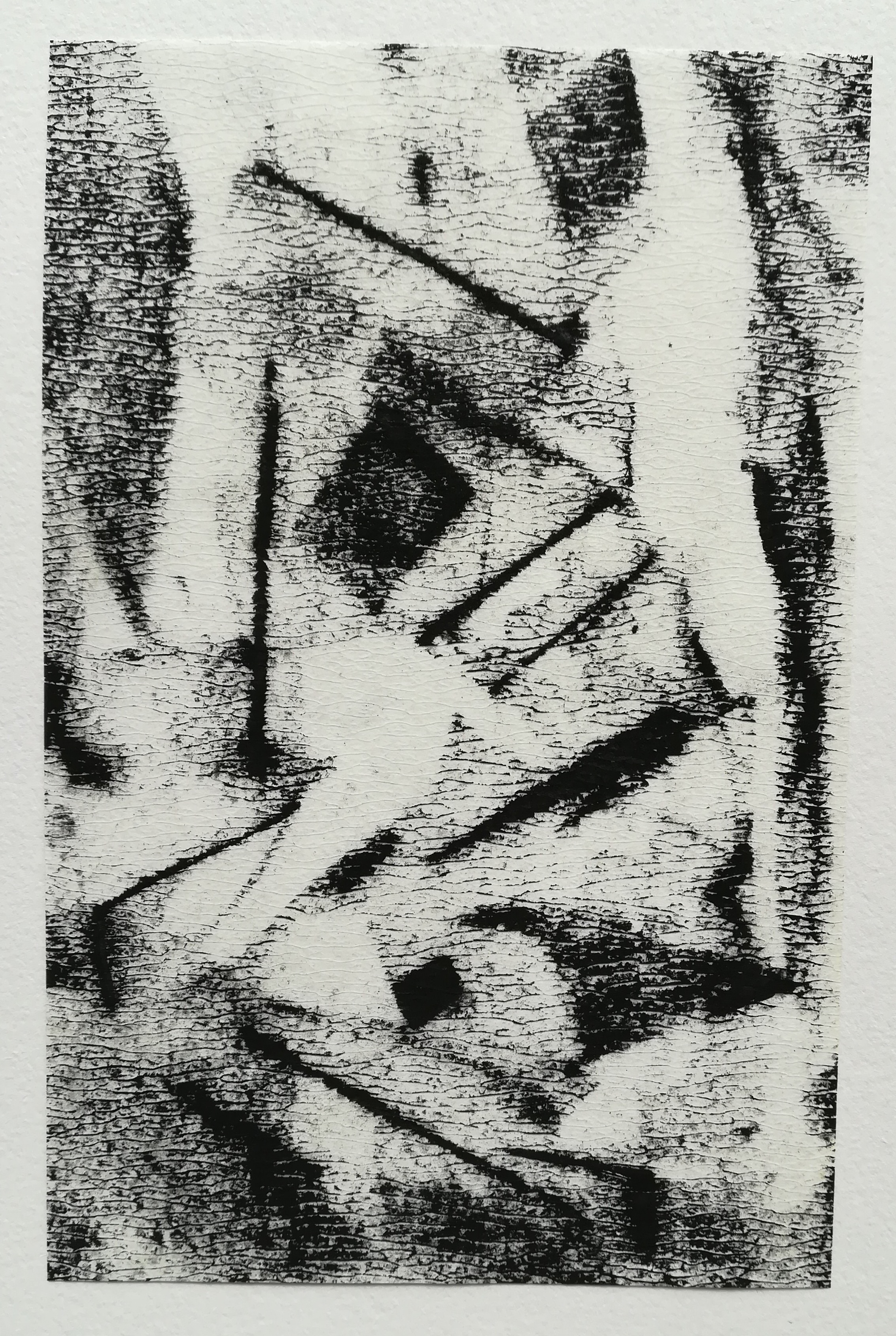
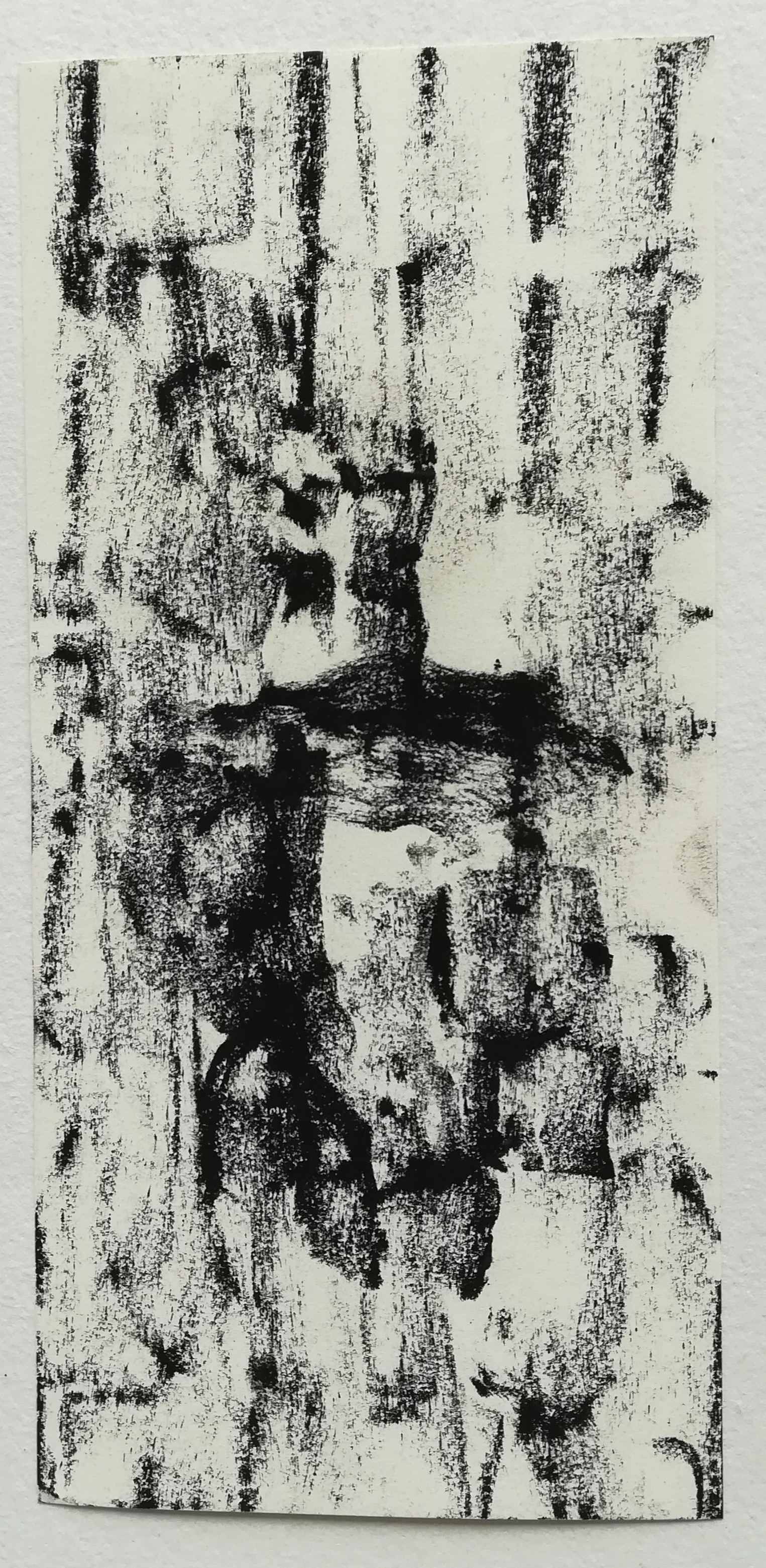
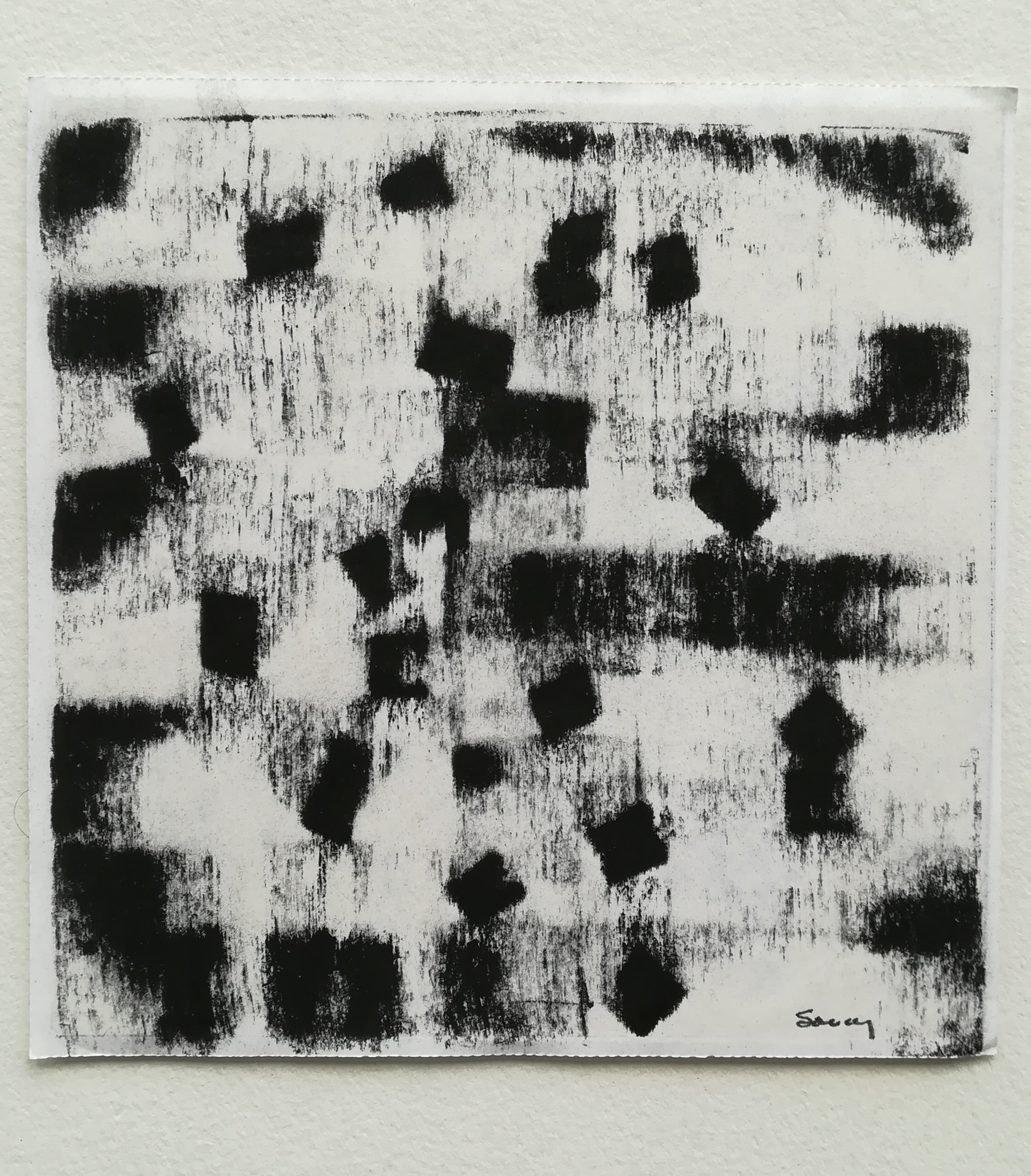
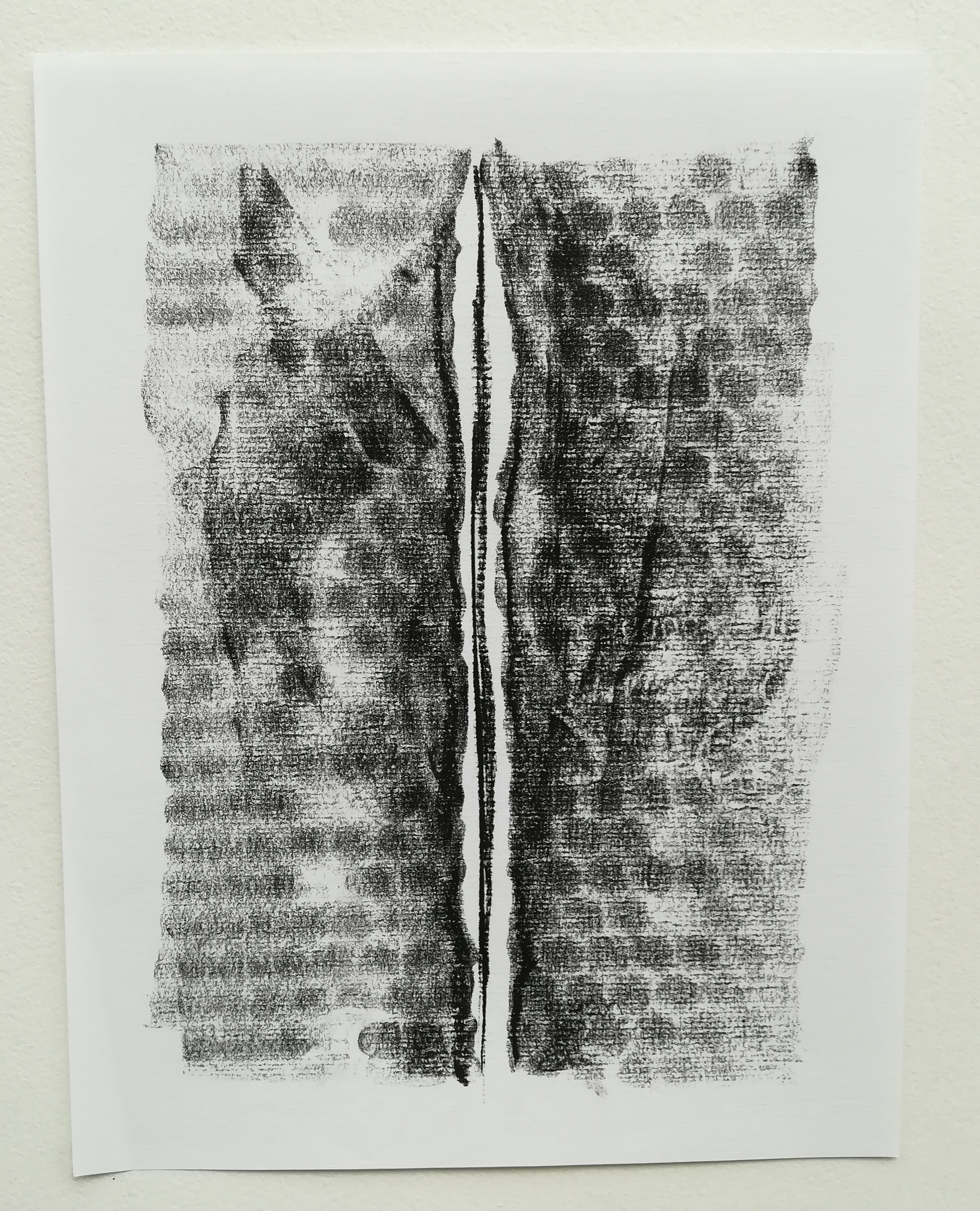
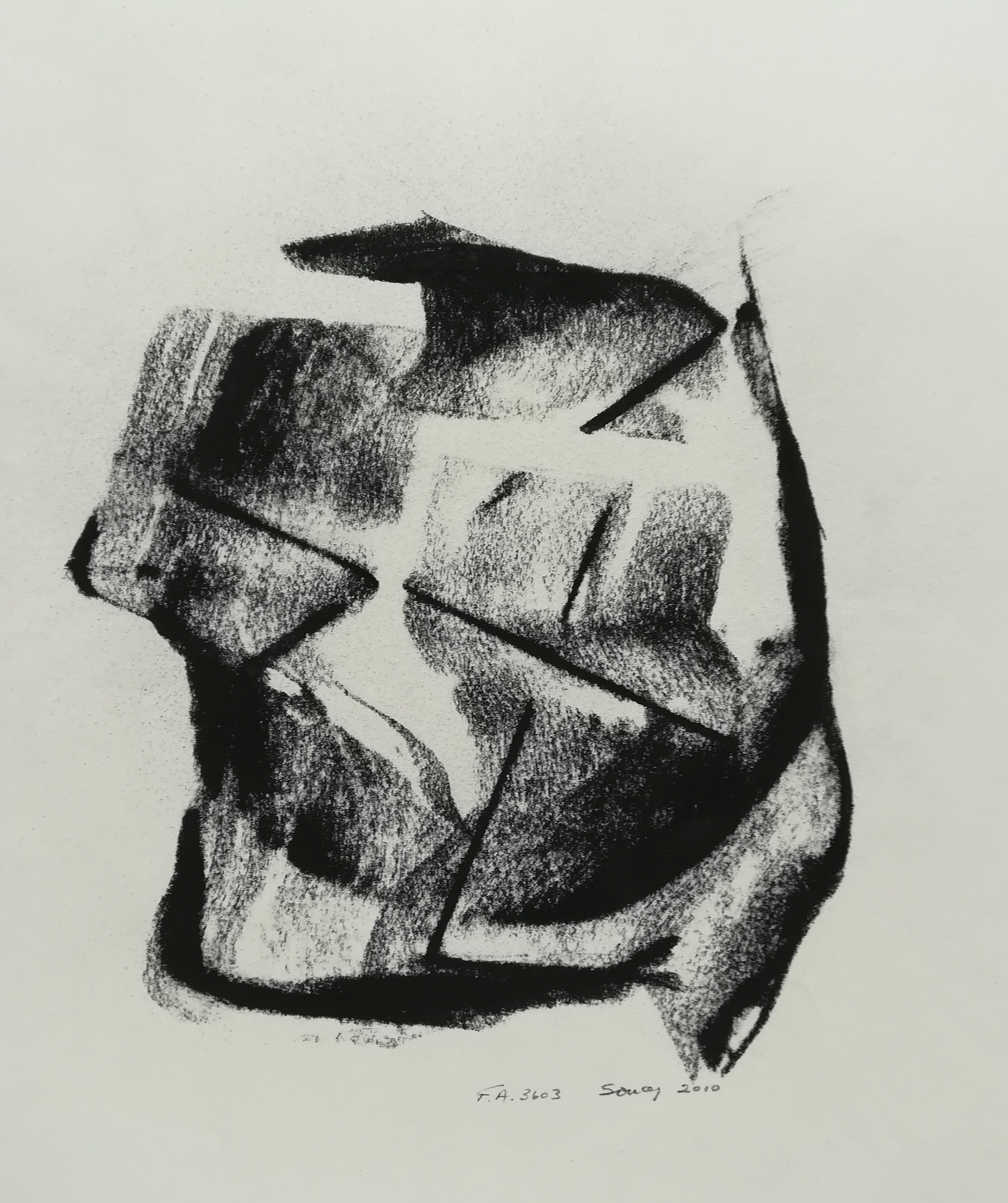
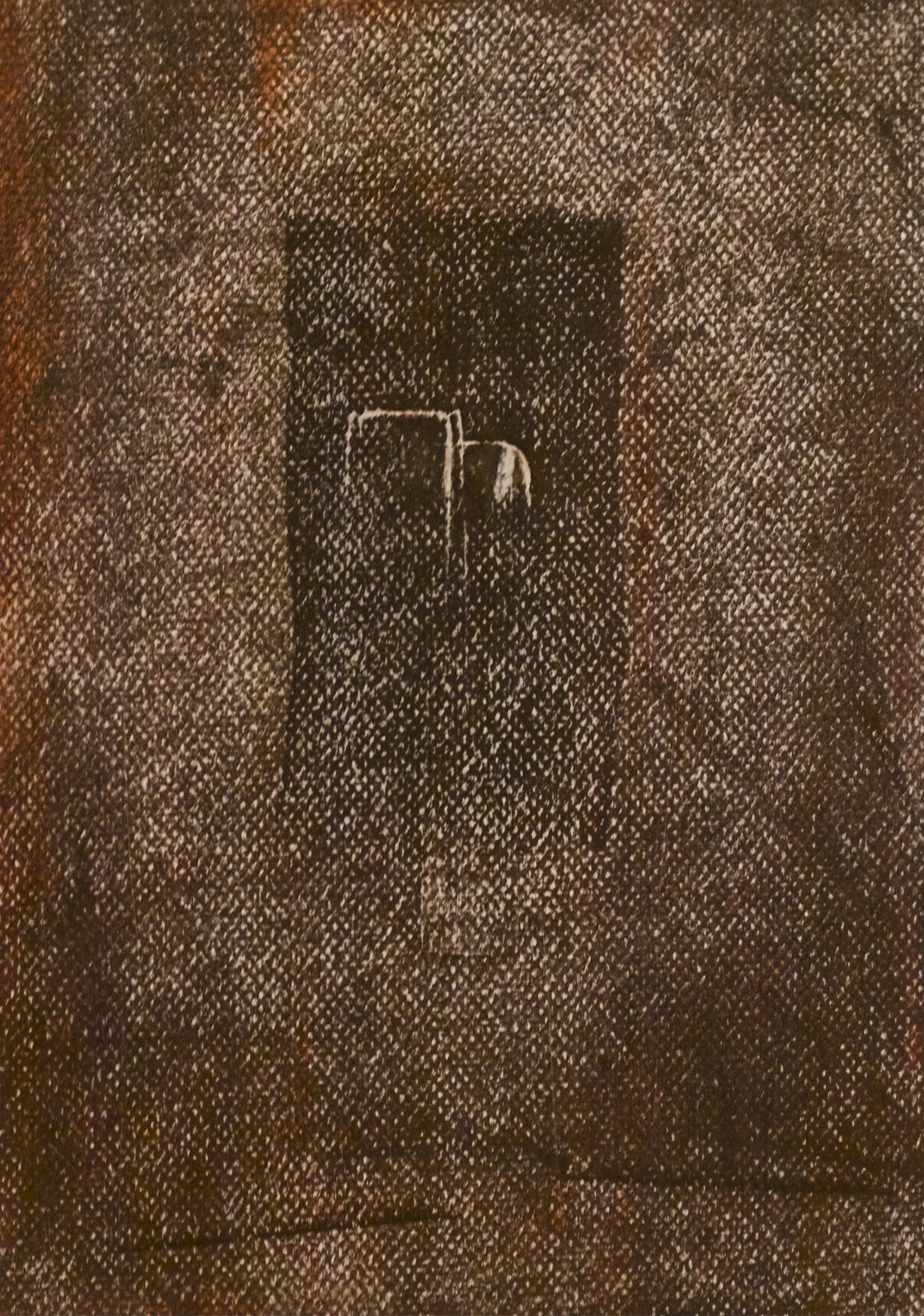
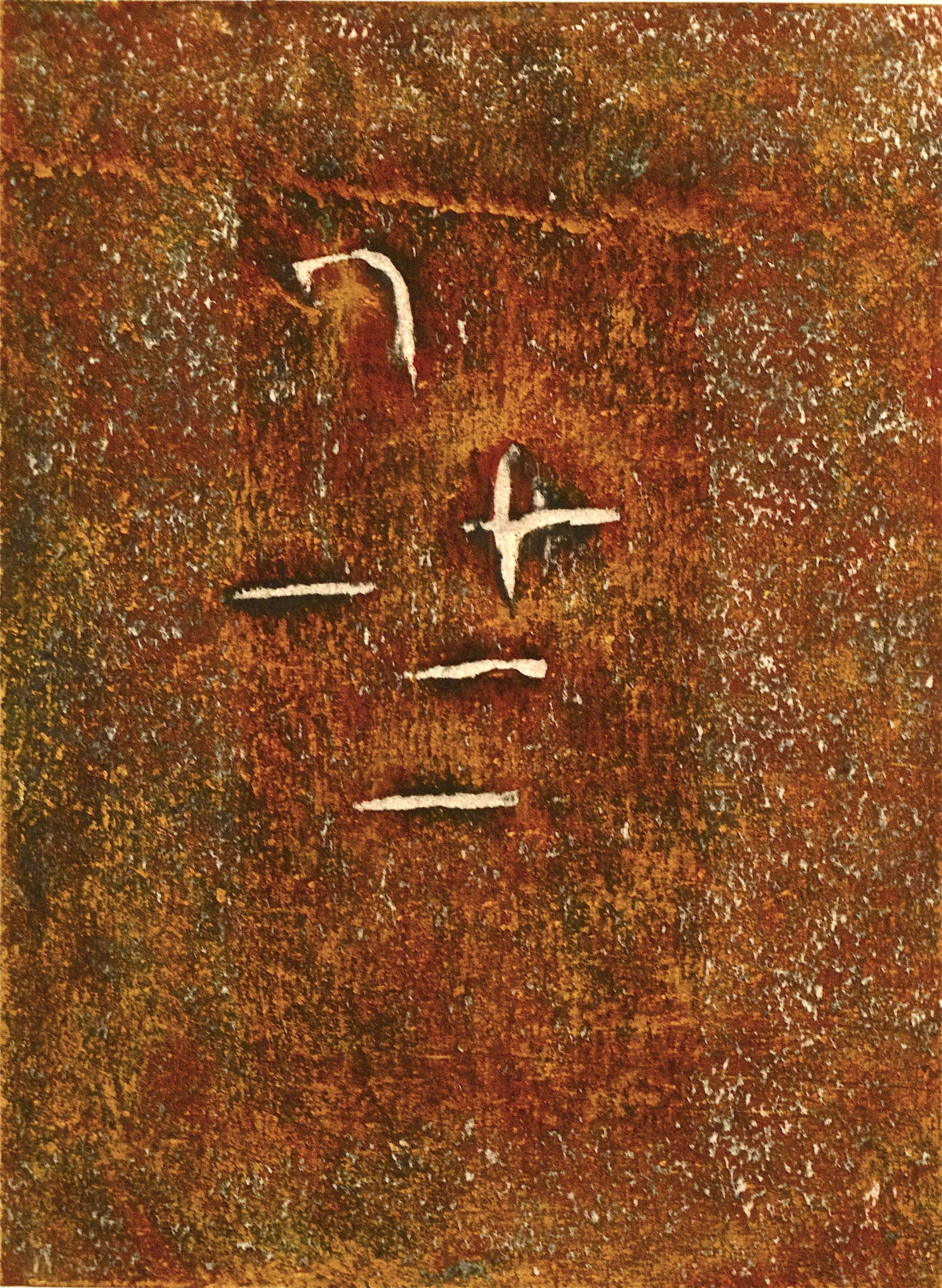
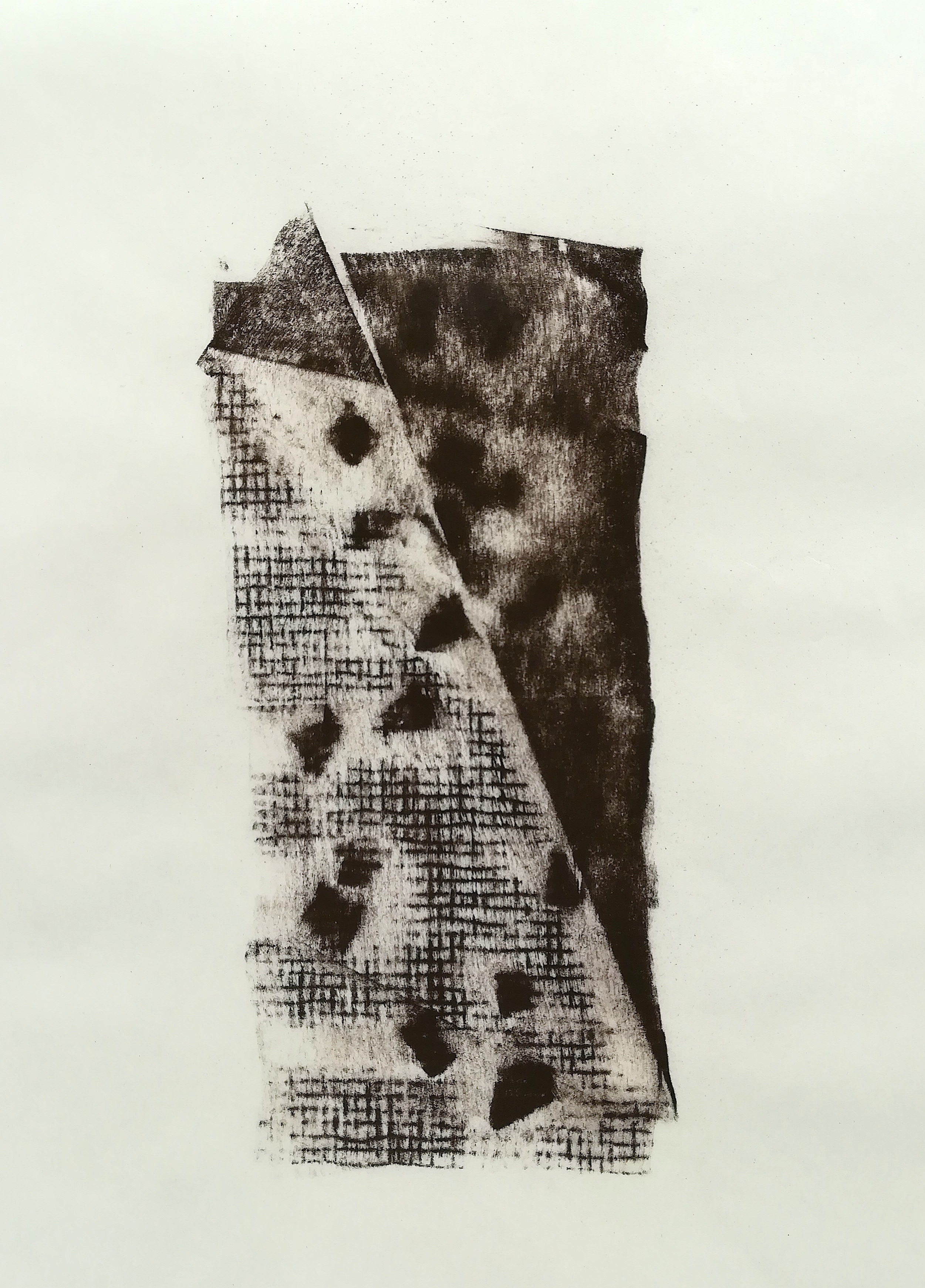

## Distinctions
- Prix Louise-Labé (France) en 2004 pour le livre Au-delà de la voix
- Prix de la Société des écrivains canadiens (Montréal, Québec), Mention d'excellence, également en 2004 pour le livre L'écart traversé.

### Poésie (sélection)
- Collectif, La poésie recommencée, Paris, Éditions de la Différence, 1992 (ISBN 2-7291-0828-9)
- Huit Fragments, Rennes, éd. La Rivière échappée, 1993
- Trente fragments, Bruxelles, éd. Le Cormier, 1995
- Pierre-Yves Soucy et Frank Vantournhout, L’Espace dérobé, Bruxelles, éd. La lettre volée, 1997, 64 pages et 25 dessins de Frank Vantournhout (ISBN 2-87317-065-4)
- Fragments de l'éveil, éd. Apogée, 2002, 80 p. (ISBN 2-84398-116-6)
- L'écart traversé, Montréal, éd. L'Hexagone, 2003, 168 p. (ISBN 978-2-89006-700-4)
- Au-delà de la voix, Châtelineau, éd. Le Taillis Pré, 2003 (ISBN 2-930232-76-5)
- Traversée des vents, Bruxelles, éd. Le Cormier, 2004
- Fragments de saison, Montréal, Éditions de l'Hexagone, 2008, 96 p. (ISBN 978-2-89006-806-3)
- Le Jour devancé, Besançon, éd. La Montagne froide, 2009 (ISBN 978-2-542-96434-7)
- À l’extrême couchant, Dijon, éd. Poliphile, 2010
- D'une obscurité, l'éclaircie, Bruxelles, éd. Le Cormier, 2013, 96 p. (ISBN 978-2-930231-82-2)
- Neiges : on ne voit que dehors, Bruxelles, éd. La lettre volée, 2016, 80 p. (ISBN 978-2-87317-465-1)
- Reprises de paroles, Bruxelles, éd. La lettre volée, 2018, 64 p. (ISBN 978-2-87317-519-1)
- D'un pas déviant Fragments de l'attente, Bruxelles, éd. La lettre volée, 2020 (ISBN 978-2-87317-544-3)

### Essais (sélection)
- Collectif, Jean-Marie Pelt, Pierre-Yves Soucy, Le sentiment de la catastrophe, Paris, éd. Mardaga, 1990 (ISBN 2-87009-421-3)
- Collectif, Christiane Chauviré, Jean-Pierre Cometti, Jacques Le Ridder, Aldo G. Gargani, Jacques Bouveresse, Pierre-Yves Soucy, Ignace Verhack, Wittgenstein et la Critique du monde moderne, Bruxelles, éd. La lettre volée, 1990 (2e édition, 1997), 144 p. (ISBN 2-87317-003-4).
- Collectif, Dora Vallier, Philippe Sers, Jean-Claude Marcadé, Gérard Conio, Pierre-Yves Soucy, L’Art abstrait L’Au-delà de la figuration, Bruxelles, éd. La lettre volée, 1991, 112 p. (ISBN 2-87317-007-7)
- Paul Aron et Pierre-Yves Soucy, Les revues littéraires belges de langue française de 1830 à nos jours : essai de répertoire, Bruxelles, éd. Labor, 1993 (deuxième édition, 1997), 226 p. (ISBN 2-8040-1285-9, présentation en ligne)[13]
- Philippe Sers, Marc Le Bot, Henri Meschonnic, Jean-Paul Curnier, Pierre-Yves Soucy, Le Dialogue avec l’œuvre, Bruxelles, éd. La lettre volée, 1995, 77 p. (ISBN 2-87317-022-0)
- L’Œil et le Mur. Sur la poésie de Paul Auster, Bruxelles, éd. La lettre volée, 2003, 96 p. (ISBN 2-87317-191-X)
- Collectif, Jacques Dupin, Gilles du Bouchet, Emmanuel Laugier, Yves Peyré, Jean Frémon, François Zenone, Dominique Grandmont, Pierre-Yves Soucy,inédits de Jean-Michel Reynard et correspondance avec André du Bouchet. Avec des reproductions d’œuvres de Pierre Alechinsky, James Brown, Jean Capdeville, Jacques Capdeville, Tal Coat et Gilles du Bouchet., Jean-Michel Reynard. Une parole ensauvagée, Bruxelles, éd. La Lettre volée, 2009, 192 p. (ISBN 978-2-87317-330-2)
- Hamid Tibouchi L’infini palimpseste, Bruxelles, éd. La Lettre volée, 2010, 80 p. (ISBN 978-2-87317-360-9)

### Traductions (sélection)
Il a traduit plusieurs poètes de langue anglaise et surtout de langue espagnole, à la fois pour des revues ou pour des publications en livre : 
- Anthologie, Poésie Espagnole Contemporaine, vol 3  (trad. de l'espagnol), Châtelineau, éd. Le Taillis Pré, 2007, 237 p. (ISBN 978-2-87450-018-3)
- Anthologie, Poésie Espagnole Contemporaine, vol. 4  (trad. de l'espagnol), Châtelineau, éd. Le Taillis Pré, 2009, 249 p. (ISBN 978-2-87450-036-7)
- Pedro Serano, Tourbe, Bruxelles, éd. Le Cormier, 2008, 68 p. (ISBN 978-2-930231-57-0)
- Enrique Linh (trad. de l'espagnol), Comdamné à l'exil, Bruxelles, éd. La lettre volée, 2008, 61 p. (ISBN 978-2-87317-315-9)
- Chantal Maillard, Fils, Bruxelles, éd. Le Cormier, 2016 (ISBN 978-2-87598-008-3)

Plusieurs de ses textes ont été traduits dans une quinzaine de langues de même que dans diverses anthologies en langue anglaise, espagnole, arabe, roumaine, néerlandaise, italienne, etc.

### Colloques universitaires de recherches poétiques
- Présence d’André du Bouchet (Colloque de Cerisy, s.l.d. de Michel Collot et Jean-Pascal Léger)[14], 2012.

- Pour la poésie (Colloque de l’Université de Cergy-Pontoise, s.l.d. de Corinne Blanchaud et Cyrille François), Paris[15], Presses Universitaires de Vincennes, 2015 dédié à la poésie francophone.

### Documentation
- Monique Dorsel, « Du côté de la francophonie », Le nouveau magazine littéraire,‎ mars 2001, p. 32 (lire en ligne)
- « 14 poètes belges de Wallonie-Bruxelles », Electron libre,‎ 2007 (lire en ligne)
- François Rannou, Quels infinis paysages ? Anthologie., Paris, L'inadvertance-Poésie, mars 2011, mise à jour février 2014 (ISBN 978-2-8145-0446-2, présentation en ligne)
- Hervé Castanet, Jean Frémon, Jean-Paul Michel, Christophe Van Rossom, François Lallier, Dimitris Dimitriadis, Michel Collot, Jean-Patrice Courtois, François Rannou, Victor Martinez, Esther Tellermann, Pedro Serrano, Paul Bélanger., « Cahier N° 23 consacré à  "Pierre-Yves Soucy" », Il particolare,‎ juin 2011, p. 160 (ISSN 1767-8250, présentation en ligne)
- Hervé Catanet, « Elle ajoute des signes À L’obscur. Sur Pierre-Yves Soucy », Lacan quotidien N°67,‎ 23 octobre 2011 (lire en ligne)
- Michel Collot, Pour une géographie littéraire, Paris, Corti, collection Les essais, 2014, 280 p. ( Chapitre 14, Le paysagisme abstrait de Pierre-Yves Soucy (pp. 249-257) (ISBN 978-2-7143-1129-0), American Book Review, vol. 37, n°6, septembre-octobre 2016, p. 8-9).
- Michel Collot, « Géographie littéraire », Revue de littérature comparée N°355,‎ 2015, p. 327 à 380 (lire en ligne)
- René Noël, « Pierre-Yves Soucy, "Neiges, On ne voit que dehors" », Poezibao,‎ 20 juin 2016 (lire en ligne)
- Mathieu Nuss, « Pierre-Yves Soucy : Neiges. On ne voit que dehors », Cahier critique de poésie,‎ 22 juin 2016 (lire en ligne)
- Daniel Laroche, « Le monde comme transfiguration », Le Carnet et les instants,‎ 26 juillet 2016, revue des lettres belges publiée par la Direction des Lettres du Ministère de la Fédération Wallonie-Bruxelles.
- René Noël, « Reprises de paroles de Pierre-Yves Soucy, Hypnos pivote sous nos pas. », Sitaudis,‎ 31 juillet 2018 (lire en ligne)
- Veronique Bergen, « Pierre-Yves Soucy. L’espace poétique », Le carnet et les Instants,‎ 13 août 2018 (lire en ligne), revue des lettres belges publiée par la Direction des Lettres du Ministère de la Fédération Wallonie-Bruxelles.
- Alexis Pelletier, « Soucy avec Sophocle », Triages (Revue d'art et de littérature) N°31,‎ juin 2019, p. 184-185 (ISSN 1151-2377)
- Didier Cahen, « Pierre-Yves Soucy, Anne Malaprade, José-flore Flapy. Trans/Poésie. », Le Monde,‎ 18 octobre 2019 (lire en ligne)
- Philippe Blanchon, « Reprises de paroles de Pierre-Yves Soucy (2) », Sitaudis,‎ avril 2020 (lire en ligne)
- Véronique Bergen, « Pierre-Yves Soucy. Poésie des confins », Le Carnet et les Instants,‎ 29 mai 2020 (lire en ligne)
- Jean Jauniaux, « LivRaison », Magazine culturel